# (20886) 2000 WE2
2000 دابليو إي 2 (ويعرف أيضًا باسم (20886) 2000 دابليو إي 2 وفق تسمية الكوكب الصغير) (بالإنجليزية: 2000 WE2)‏ هو كويكب ضمن حزام الكويكبات؛ وترتيبه 20886 من حيث الاكتشاف.
اكتُشف هذا الجُرم الفلكي بواسطة Charles W. Juels ‏ في 18 نوفمبر 2000.

## وصلات خارجية
- (20886) 2000 WE2 في قاعدة بيانات مختبر الدفع النفاث لأجرام النظام الشمسي الصغيرة

- الاكتشاف · مخطط المدار ·  العناصر المدارية · المعلمات المادية

- (20886) 2000 WE2 على موقع ويكي سكاي: DSS2, SDSS, GALEX, IRAS, Hydrogen α, X-Ray, Astrophoto, Sky Map, Articles and images